# 7799 Martinšolc
7799 Martinšolc là một tiểu hành tinh vành đai chính với chu kỳ quỹ đạo là 1242.8149330 ngày (3.40 năm).
Nó được phát hiện ngày 24 tháng 2 năm 1996.